# Stigmatula sutherlandiae
Stigmatula sutherlandiae är en svampart som först beskrevs av Kalchbr. & Cooke, och fick sitt nu gällande namn av Syd. & P. Syd. 1901. Stigmatula sutherlandiae ingår i släktet Stigmatula och familjen Phyllachoraceae.   Inga underarter finns listade i Catalogue of Life.